# ホーシャム (ディストリクト)
ホーシャム（英語: Horsham）は、イングランドのウェスト・サセックスにあるディストリクト。カウンシルが位置するのは同名の町ホーシャム。クローリー、ミッド・サセックス、モール・バレー、チチェスター、アラン、エイドゥー、ブライトン・アンド・ホヴと接している。
1972年の地方自治法に基づいて74年4月1日に設置された。
2011年国勢調査によると人口は121,300人。

## 地理
ホーシャムはウェスト・サセックス州の中央部に位置し、北側でサリー州と接している。
隣接する自治体
- ウェスト・サセックス州
  - アラン
  - チチェスター
  - クローリー
  - ミッド・サセックス
  - エイドゥー
- サリー州
  - ウェイヴァリー（英語版）
  - モル・ヴァリー（英語版）

## 教育
日本の私立在外教育施設である立教英国学院が域内の村に位置する。